# Reika Yokochi
 (février 2024).
Reika Yokochi (née en 1975 à Saga, préfecture de Kyushu, Japon) est une géochimiste japonaise travaillant sur l'origine et le comportement des éléments volatils. Elle est professeur-chercheur au Département des Sciences Géophysiques de l'Université de Chicago. Yokochi dirige un laboratoire spécialisé dans la purification et l'analyse des gaz rares pour dater et retracer la circulation de l'eau dans la croûte terrestre,.

## Éducation et début de carrière
Yokochi a fait une thèse en sciences de la terre à l'Institut National Polytechnique de Lorraine (français : L'Institut National Polytechnique de Lorraine) en 2005, sous la direction de Bernard Marty. Sa thèse de doctorat portait sur la compréhension de l’origine des éléments volatils sur Terre. Elle a identifié la présence de gaz rares d'origine solaire dans le manteau profond de la Terre. Elle a également étudié la contribution de la désintégration du 244 Pu (t 1/2 = 81 Myr) au 136 Xe* produit par fission dans les profondeurs de la Terre, suggérant une perte prolongée des volatils du manteau terrestre. Entre 2005 et 2008, elle a été chercheuse postdoctorale avec Neil C. Sturchio à l'Université de l'Illinois à Chicago, après quoi elle a rejoint l'Université de Chicago en tant que chercheuse en 2008.

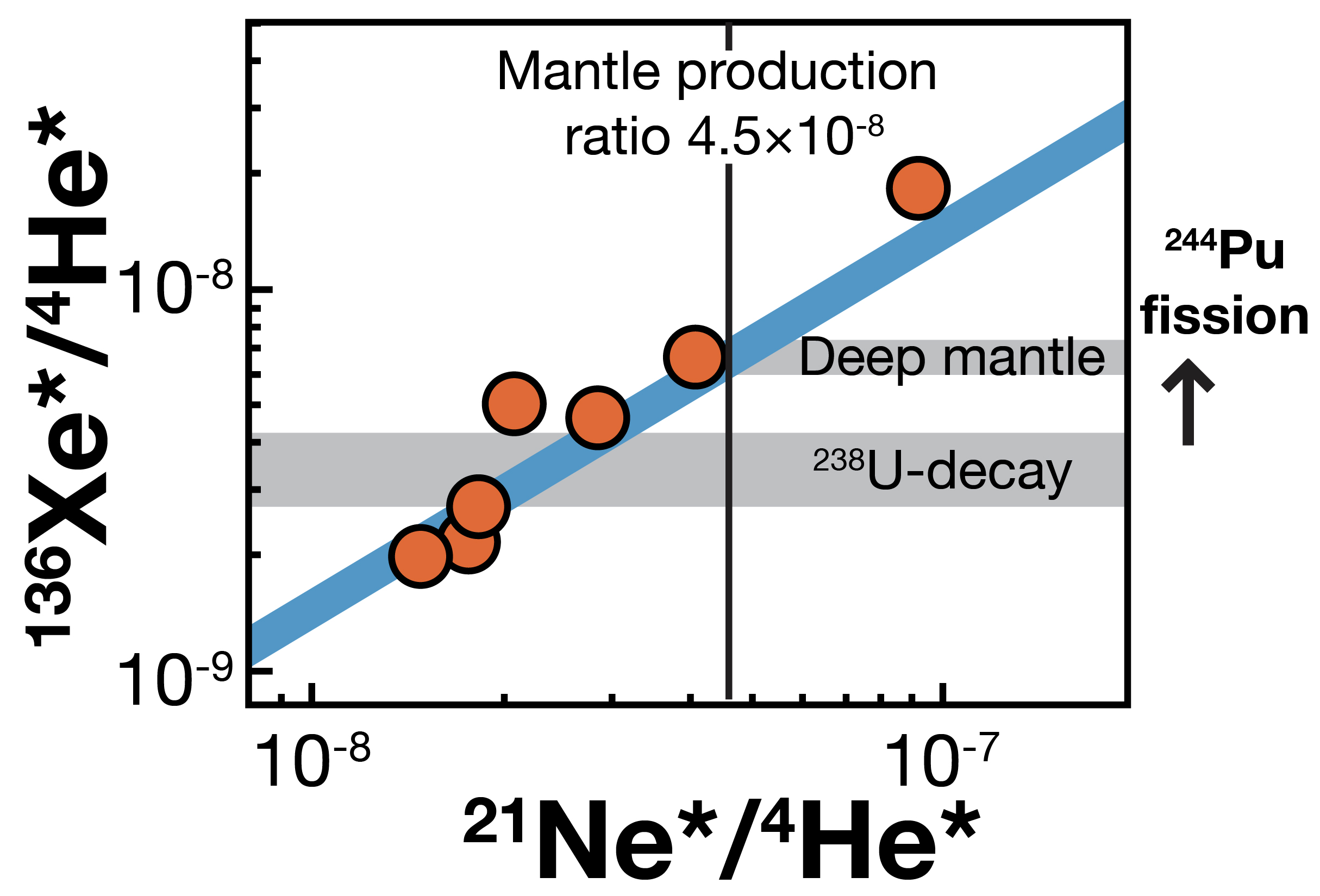
Les variations de ^{136}Xe*/^{4}He* et ^{21}Ne*/^{4}He* dans les échantillons du manteau profond de la péninsule de Kola reflètent des processus magmatiques. En interpolant cette corrélation au rapport de production connu de ^{21}Ne*/^{4}He* du manteau, Yokochi et Marty ont estimé le ^{136}Xe*/^{4}He* du manteau profond, permettant d'estimer que 33-60% du ^{136}Xe* provient de la désintégration du ^{244}Pu (t_{1/2}=81 Myr) tandis que le reste provient de la désintégration de l'^{238}U (t_{1/2}=4.5 Gyr).

## Activités de recherche
Les recherches de Reika Yokochi se concentrent sur la géochimie des gaz rares. Elle utilise des radionucléides de gaz rares, notamment le Krypton-81 (81 Kr), pour étudier l'âge et la circulation des eaux souterraines dans les principaux aquifères du monde, notamment l'aquifère de grès nubien,, l'aquifère de Floride, et les eaux géothermiques de Yellowstone.

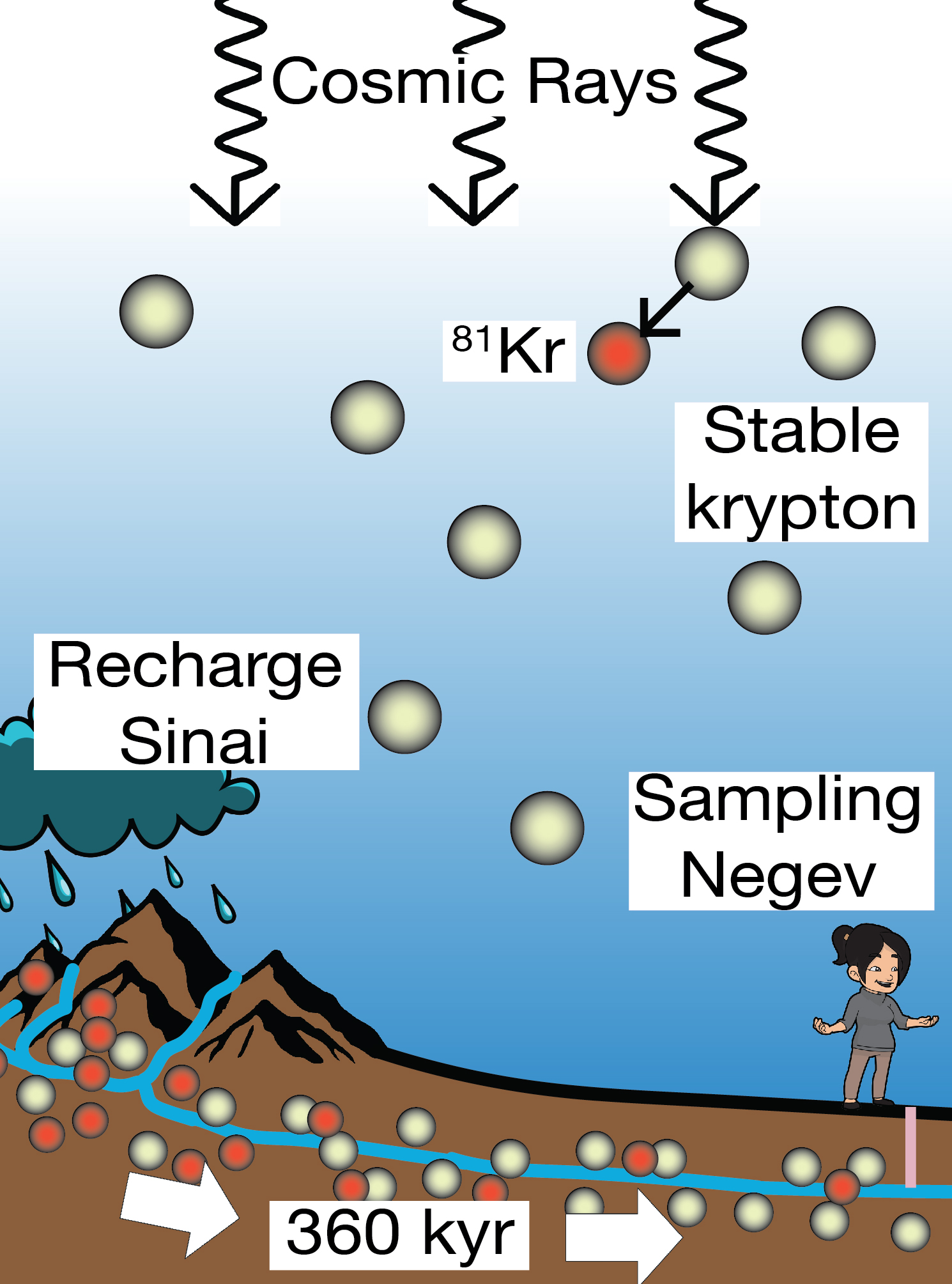
^{81} Kr se forme dans l'atmosphère à partir d'interactions avec les rayons cosmiques. Dans le Sinaï, l’eau de pluie dissout cet isotope et le krypton stable, et l’infuse dans les eaux souterraines au niveau des sites de recharge. À mesure que les eaux souterraines migrent, le ^{81} Kr se désintègre. L'analyse du rapport ^{81} Kr/krypton dans les eaux souterraines du Négev indique un temps de recharge de 360 kyr.

La datation au Krypton-81 est une méthode scientifique utilisée pour déterminer l’âge des eaux souterraines. Cet isotope rare est produit par les rayons cosmiques dans l’atmosphère, puis se dissout dans l’eau de pluie pour finalement s’infiltrer dans les eaux souterraines. Avec une demi-vie de 230 000 ans, le 81 Kr peut être utilisé pour dater des eaux souterraines jusqu'à un million d'années. L'abondance globale du krypton dans l'atmosphère n'est que d'environ 1,10 parties par million en volume (ppmv), et à l'intérieur de celle-ci, la fraction de 81 Kr est extrêmement petite, environ 5 × 10 −13. L’extraction du krypton des eaux souterraines est un défi car elle nécessite le traitement de grands volumes d’eau. L'abondance isotopique du 81 Kr est mesurée à l'aide d'un instrument appelé Atom Trap Trace Analysis (ATTA). Malgré ces défis techniques, la datation au 81 Kr est un outil précieux pour comprendre l’histoire des eaux souterraines, car le krypton se comporte comme un traceur inerte lors du transport des eaux souterraines.
Dans une étude de l'aquifère de grès nubien dans le désert du Néguev en Israël, Yokochi et ses collègues ont utilisé le radiokrypton pour dater les eaux souterraines, découvrant ainsi deux événements majeurs de recharge en eau. Le premier, il y a environ 38 000 ans, est originaire de la Méditerranée et le second, il y a environ 361 000 ans, de l'Atlantique tropical. Ces événements, coïncidant avec des périodes de faible excentricité orbitale, révèlent la sensibilité du transport d'humidité au forçage orbital. L'étude met en évidence le potentiel des eaux souterraines en tant que témoignage de précipitations anciennes et de stockage d'eau à long terme.
L'application du 81 Kr à l'aquifère de Floride a révélé une recharge en eau douce de la dernière période glaciaire. De plus, il a détecté de l'eau de mer fossile antérieure au dernier maximum glaciaire, indiquant une migration lente de l'eau de mer et un échange limité mais significatif de solutés avec l'océan, contribuant à la dolomitisation de l'aquifère.
Yokochi a également mené des expériences visant à comprendre comment les éléments volatils sont piégés dans les glaces dans des conditions proches de celles liées à la formation des comètes et des lunes glacées,. Les résultats de ces expériences ont montré que les surfaces de glace ont des énergies d'adsorption qui varient, influencées par les températures initiales de dépôt de glace et le recuit thermique. Les sites d'adsorption avec une énergie plus élevée jouent un rôle important à basse pression et à plus haute température, conditions qui se rapprochent de celles la nébuleuse protosolaire. Les expériences ont également montré que le piégeage des gaz se produit principalement par l’enfouissement du gaz adsorbé sur les surfaces de glace nouvellement formées. La comparaison des résultats experimentaux avec le rapport Ar/H 2 O mesuré de la comète 67P/Churyumov-Gerasimenko montre que celle-ci a dû se former à une température d'environ 40 K
Yokochi a également contribué à l'analyse des gaz présents dans les échantillons prélevés de l'astéroïde Ryugu par la mission Hayabusa2 de la JAXA,.

### Prix et reconnaissance
Yokochi a reçu le prix du jeune scientifique de l'Association japonaise de recherche en géochimie en 2012. La même année, elle a également été nommée boursière de début de carrière en sciences planétaires de la NASA.

## Vie privée
Reika Yokochi est mariée à Nicolas Dauphas, un collègue planétologue ; le couple a deux enfants[réf. nécessaire].